# Markus Schopp
Markus Schopp (* 22. Februar 1974 in Graz) ist ein österreichischer Fußballtrainer, der in seiner Zeit als Spieler  im rechten offensiven Mittelfeld eingesetzt wurde.

## Karriere

### Verein
Nach ersten Erfahrungen in der Schülerliga, als er unter anderem als Schüler des BG Oeversee Graz im Jahre 1985 im Bundesfinale gegen das Gymnasium Völkermarkt (u. a. mit Gilbert Prilasnig) mit 1:5 verlor, und als Vereinsspieler beim ESK Graz wechselte Schopp 1987 in die Jugendmannschaft des SK Sturm Graz. 1991 wurde die Mannschaft stark verjüngt und Schopp erhielt seine Chance in der Kampfmannschaft. Bis 1996 war er für den SK Sturm aktiv und gewann in diesem Jahr mit dem Cupsieg den ersten Titel in der Vereinsgeschichte. Zudem wurde Sturm Zweiter der Meisterschaft.
Danach wechselte der Mittelfeldspieler zum Hamburger SV, bei dem er 1996 bis 1998 unter Vertrag stand. Trainer Felix Magath förderte sein Talent. In der zweiten Saison hatte er unter dem neuen Trainer Frank Pagelsdorf größere Probleme und verabschiedete sich im Winter trotz Angeboten anderer Bundesligisten zurück nach Österreich zu seinem Stammverein Sturm Graz. Ein Grund dafür war, dass ihm dort ein Stammplatz garantiert wurde und so auch die Teilnahme an der WM 1998 nicht in Gefahr war. Nach der Rückkehr zum SK Sturm feierte Schopp seine größten Erfolge als aktiver Fußballspieler. 1998 und 1999 wurde er österreichischer Meister; Schopp war mit Sturm drei Saisons in der Champions League vertreten.
Nach den internationalen Auftritten in der Champions League wurde Schopp von Brescia Calcio abgeworben und spielte 2001 bis 2005 in der italienischen Liga. 2005 kehrte er nach dem Abstieg von Brescia Calcio nach Österreich zu Red Bull Salzburg zurück. Nach Meinungsverschiedenheiten mit Trainer Giovanni Trapattoni wurde er im Sommer 2006 an die New York Red Bulls ausgeliehen.
Am 18. Dezember 2007 beendete er aufgrund chronischer Rückenprobleme seine Profilaufbahn.
Beim 1. FSC Graz spielte er Futsal.

### Nationalmannschaft
Nach mehreren Einsätzen in der U-18 und U-21 war Schopp 1995 bis 2006 Spieler der österreichischen Nationalmannschaft. Sein Debüt gab er in der Qualifikation für die EM 1996 gegen Lettland. Im Laufe seiner Karriere machte er 56 Länderspiele und erzielte sechs Tore. Sein größter Erfolg im Nationalteam war die Teilnahme an der Fußball-Weltmeisterschaft 1998 in Frankreich.

### Trainer
Schopp wurde am 21. Jänner 2009 zum Trainer der U-10-Mannschaft seines Stammvereines SK Sturm Graz bestellt, nachdem er von Mitte Jänner bis Ende Mai 2008 an der Akademie seines Letztvereines, der New York Red Bulls, als Trainer tätig gewesen war. Seit September 2010 war Schopp neben seiner Tätigkeit in der Sturm-Jugend auch Co-Trainer der österreichischen U-21-Nationalmannschaft. Mit der Saison 2011/12 übernahm Schopp als Chefcoach die AKA 18 Sturm Graz und beendete seine Tätigkeit als Co-Trainer beim U-21-Nationalteam. Seit dem 13. April 2012 trainierte er die Amateure des SK Sturm Graz. Am 22. April 2013 wurde er interimistisch zum Cheftrainer befördert. Nach fünf Niederlagen in sechs Spielen als Betreuer der Kampfmannschaft wurde er durch Darko Milanič ersetzt und übernahm wieder den Posten als Amateurtrainer. Nach der Saison 2016/17 gab Schopp bekannt, nicht mehr als Trainer der Amateur-Mannschaft von Sturm Graz zur Verfügung zu stehen.
Am 13. September 2017 wurde Schopp Co-Trainer des SKN St. Pölten.
Zur Saison 2018/19 wurde er Cheftrainer des Bundesligisten TSV Hartberg. Unter seiner Führung gelang es die Hartberger in der Bundesliga zu etablieren, unter anderem erreichte man in der Saison 2019/20 erstmals das Obere Playoff und wurde dort Fünfter, über das ligainterne Europa-League-Playoff erreichte er mit den Steirern sogar erstmals in der Vereinsgeschichte den Europacup. Nach drei Jahren in Hartberg wechselte er zur Saison 2021/22 nach England zum Zweitligisten FC Barnsley. Nach einer Serie von 15 Ligaspielen mit nur einem Sieg und zuletzt sieben Niederlagen in Folge, wurde Schopp am 1. November 2021 auf dem vorletzten Tabellenplatz liegend entlassen.
Anfang Dezember 2022 kehrte Schopp nach Hartberg zurück, wo er diesmal nicht nur das Traineramt, sondern auch die Gesamtverantwortung Sport übernahm. In der Saison 2022/23 schaffte er mit Hartberg den Klassenerhalt, die Saison 2023/24 beendete die Mannschaft als Fünfter und erreichte somit das beste Resultat der Vereinsgeschichte. Im September 2024 verließ Schopp die Steirer und wechselte zum Ligakonkurrenten LASK, bei dem er ebenfalls Trainer und Sportdirektor in Personalunion wurde. Unter seiner Führung verpasste der LASK das Weiterkommen in der UEFA Conference League, im ÖFB-Cup erreichten die Oberösterreicher das Halbfinale. Im April 2025 wurde Schopp trotz vier Ligasiegen in Folge wieder entlassen, die Mannschaft stand da auf dem ersten Platz der Qualifikationsgruppe.

## Privates
- Markus Schopp ist verheiratet und Vater zweier Kinder. Sein Sohn Konstantin (* 2005)[8] und sein Neffe Christoph Urdl (* 1999) sind ebenfalls Fußballspieler.[9] Sein Großvater Franz Schopp spielte vor dem Zweiten Weltkrieg ebenfalls für Sturm.[10]
- Sein Spitzname als Spieler lautete „blonder Engel“.
- Nach dem Ende seiner Spielerlaufbahn arbeitete er als Experte beim Bezahlsender Sky.